# Wildstrubelhütte

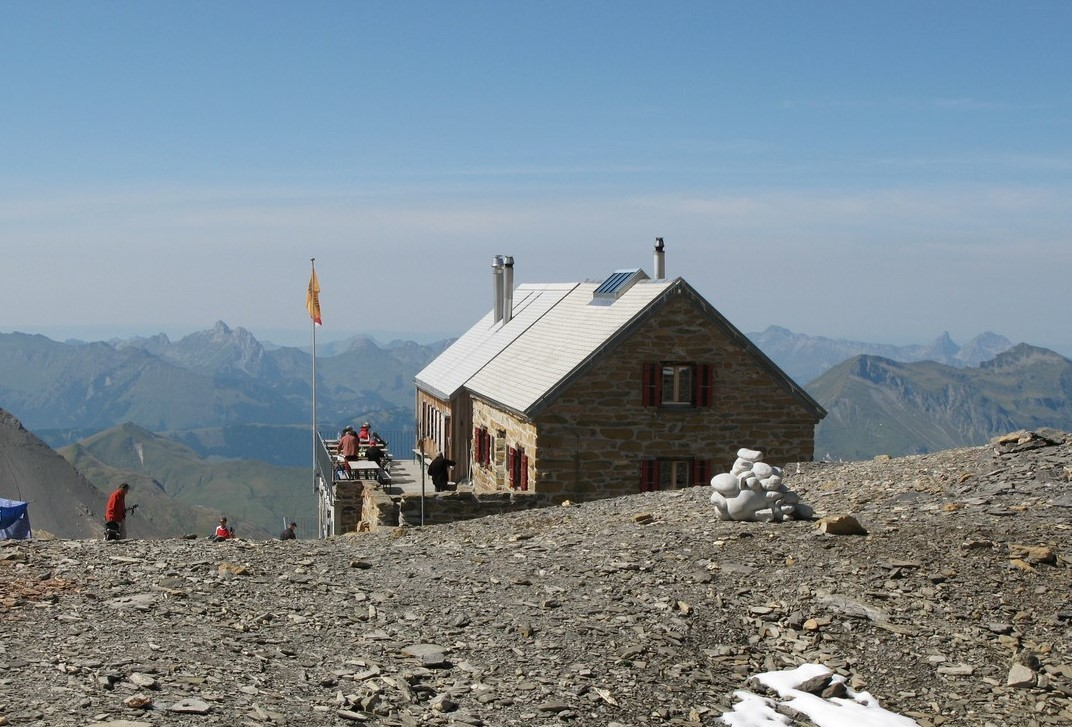
Wildstrubelhütte SAC (2009)

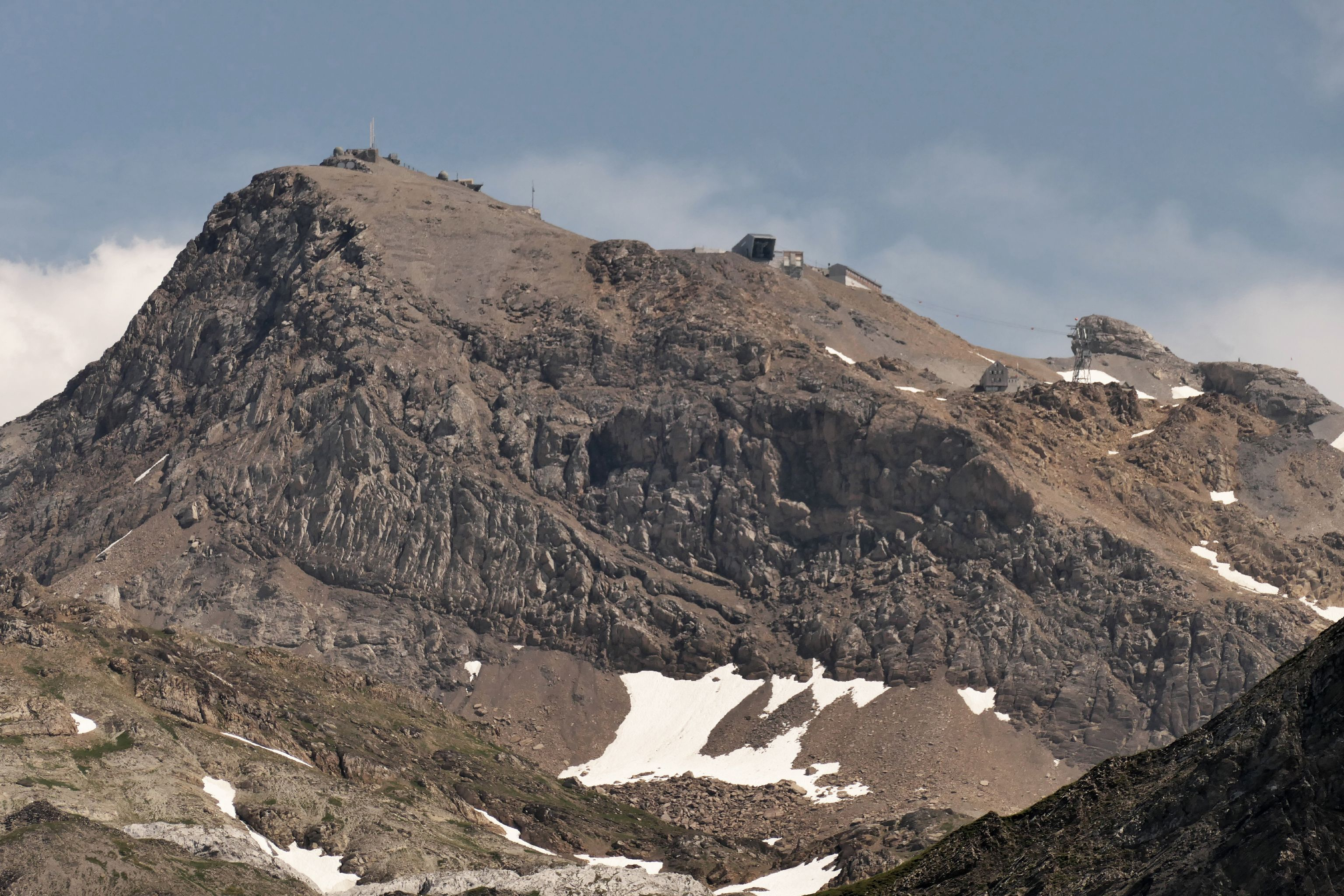
Weisshorn met op de top militaire installaties, onder de top militaire bouwwerken en het bergstation van een militaire kabelbaan en lager de Wildstrubelhütte van de Schweizer Alpen-Club (SAC)

De Wildstrubelhütte is een berghut van de Zwitserse Alpenclub, gelegen in de Berner Alpen. De hut ligt op 2793 meter hoogte op de Weisshorn, de berg die de westelijke flank van de Wildstrubel (3243 m) vormt. In 2005 werd de Wildstrubelhütte uitgebouwd en gerenoveerd.
De hut is te voet te bereiken vanuit Iffigenalp, dat ten zuiden van Lenk in het Simmental ligt. Vanaf Iffenalp is het ongeveer 1200 meter stijgen tot de hut. Onderweg komt het pad samen met het pad over de Rawilpass, die het Simmental verbindt met Crans-Montana in het Wallis. Vanaf de hut gaat een pad omhoog over de kam, naar de Glacier de la Plaine Morte en de Wildstrubel. Over de Pointe de la Plaine Morte (2935 m) loopt dit pad verder richting Crans-Montana. De Pointe de la Plaine Morte is per kabelbaan bereikbaar vanuit Crans-Montana.
Op de top van de Weisshorn, vlak boven de Wildstrubelhütte liggen militaire installaties van de Zwitserse luchtmacht, waar een dienstkabelbaan naartoe loopt. 